# فردا در تاریکی
فردا در تاریکی نام یک کتاب ادبی است که توسط آرتور شنیتسلر، نویسندهٔ اهل اتریش نوشته شده‌است.